# 알베르 드묑

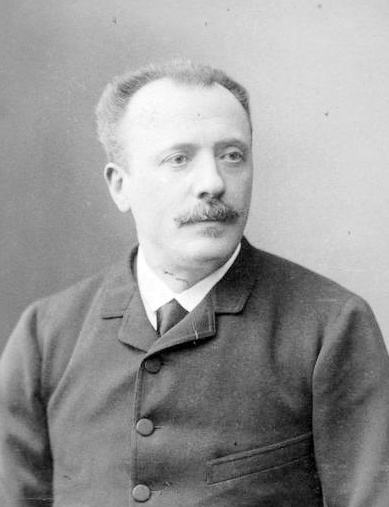
알베르 드묑 백작.

알베르 드 묑(Adrien Albert Marie de Mun, 1841. 2. 28 프랑스 뤼미니~1914. 10. 6 보르도)은 프랑스의 정치가이자 로마 가톨릭 사회주의운동의 지도자이다. 그는 로마 가톨릭교회 신앙을 사회개혁의 수단으로 생각했고 1871년 '노동자 클럽'(영문:The Society of Catholic Worker Circles, 불어:Oeuvre Circles Catholiques d'Ouvriers)을 만들었다.

## 생애
생시르에 있는 사관학교를 졸업했고 알제리 전쟁(1862)과 프랑스-프로이센 전쟁에 참전했다. 훗날 파리 코뮌에 맞서 싸웠다.
1871년말부터는 프랑스 전역에 가톨릭 노동자단체(Oeuvre Circles Catholiques d'Ouvriers)를 조직해서 제3 공화국을 흔들었다.
하원 의원에 당선된 뒤 여러 해 동안 왕당파들과 협력했다. 1892년 교황 레오 13세의 회칙 레룸노바룸에 복종해 제3공화국이 로마 가톨릭교회를 존중한다면 지지하겠다고 선언했다.
드레퓌스 사건 당시 반 드레퓌스파에서 드레퓌스의 유죄와 반유대주의에 앞장섰다.
그는 공화주의자인 쥘 페리의 적수였으며 다음과 같은 발언으로 유명하다.
"교회와 혁명은 서로 화해할 수 없다, 교회가 혁명을 죽이지 못하면 혁명이 교회를 죽이게 될 것이다"

## 역대 선거 결과
| 선거명      | 직책명 | 대수 | 정당       | 득표율 | 득표수 | 결과 | 당락 |
| ----------- | ------ | ---- | ---------- | ------ | ------ | ---- | ---- |
| 1899년 선거 | 대통령 | 8대  | 정통왕당파 | 0.12%  | 1표    | 9위  | 낙선 |